# Aliens vs. Predator: Requiem (jeu vidéo)
Pour les articles homonymes, voir Aliens vs. Predator.
Aliens vs. Predator: Requiem est un jeu vidéo d'action développé par Rebellion Developments et édité par Sierra Entertainment, sorti en 2007 sur PlayStation Portable. Le jeu est adapté du film Aliens vs. Predator: Requiem.

## Accueil
- Jeuxvideo.com : 9/20[1]